# 妙徳山古墳
妙徳山古墳（みょうとくさんこふん）は、兵庫県神崎郡福崎町東田原にある古墳。形状は円墳。兵庫県指定史跡に指定されている。

## 概要
兵庫県南部、市川東岸の妙徳山山麓に築造された古墳である。現在は妙徳山神積寺のそばに位置する。これまでに発掘調査は実施されていない。
墳形は円形で、直径35メートル・高さ6メートル以上を測る。墳丘は2段築成。埋葬施設は片袖式の横穴式石室で、南方向に開口する。石室全長12.4メートルを測る大型石室であり、石室の石材には巨石が使用される。石室内からは刀子・須恵器片が採集されている。
築造時期は、古墳時代後期の6世紀末頃と推定される。石室は神崎郡域では最大級の規模であり、神崎郡・市川流域における代表的な古墳として注目される古墳になる。
古墳域は2020年（令和2年）に兵庫県指定史跡に指定されている。

## 遺跡歴
- 1972年（昭和47年）1月12日、福崎町指定史跡に指定。
- 2020年（令和2年）3月13日、兵庫県指定史跡に指定[3]。

## 埋葬施設

石室俯瞰図

石室展開図

埋葬施設としては片袖式横穴式石室が構築されており、南方向に開口する。石室の規模は次の通り。
- 石室全長：12.4メートル
- 玄室：長さ6メートル、現在高さ約3.2メートル
- 羨道：長さ約6.4メートル、現在高さ約2.4メートル

石室内には土砂が流れ込んでいるため、石室の正確な高さは明らかでない。玄門には柱石を立てる。

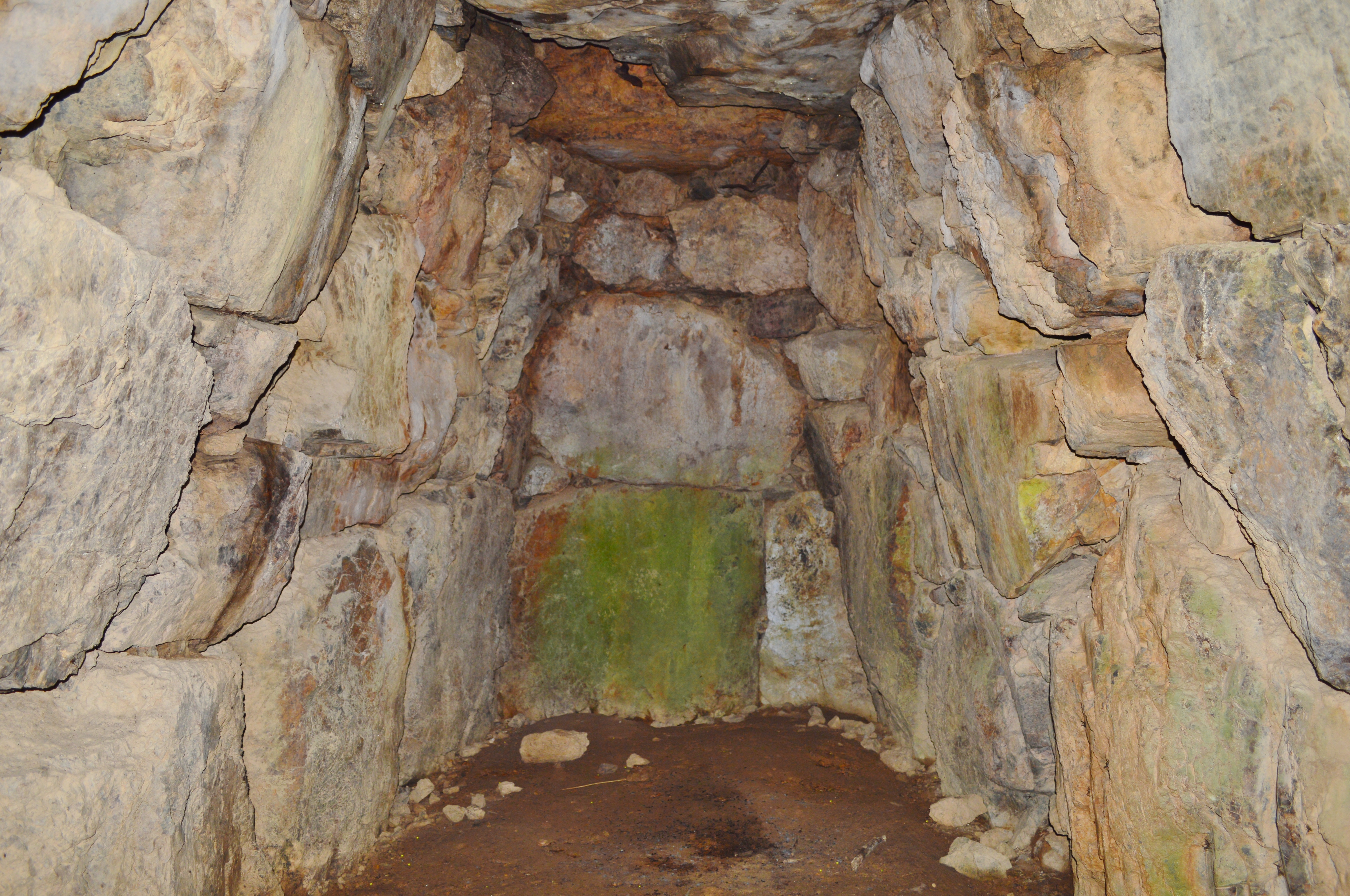
玄室（奥壁方向）
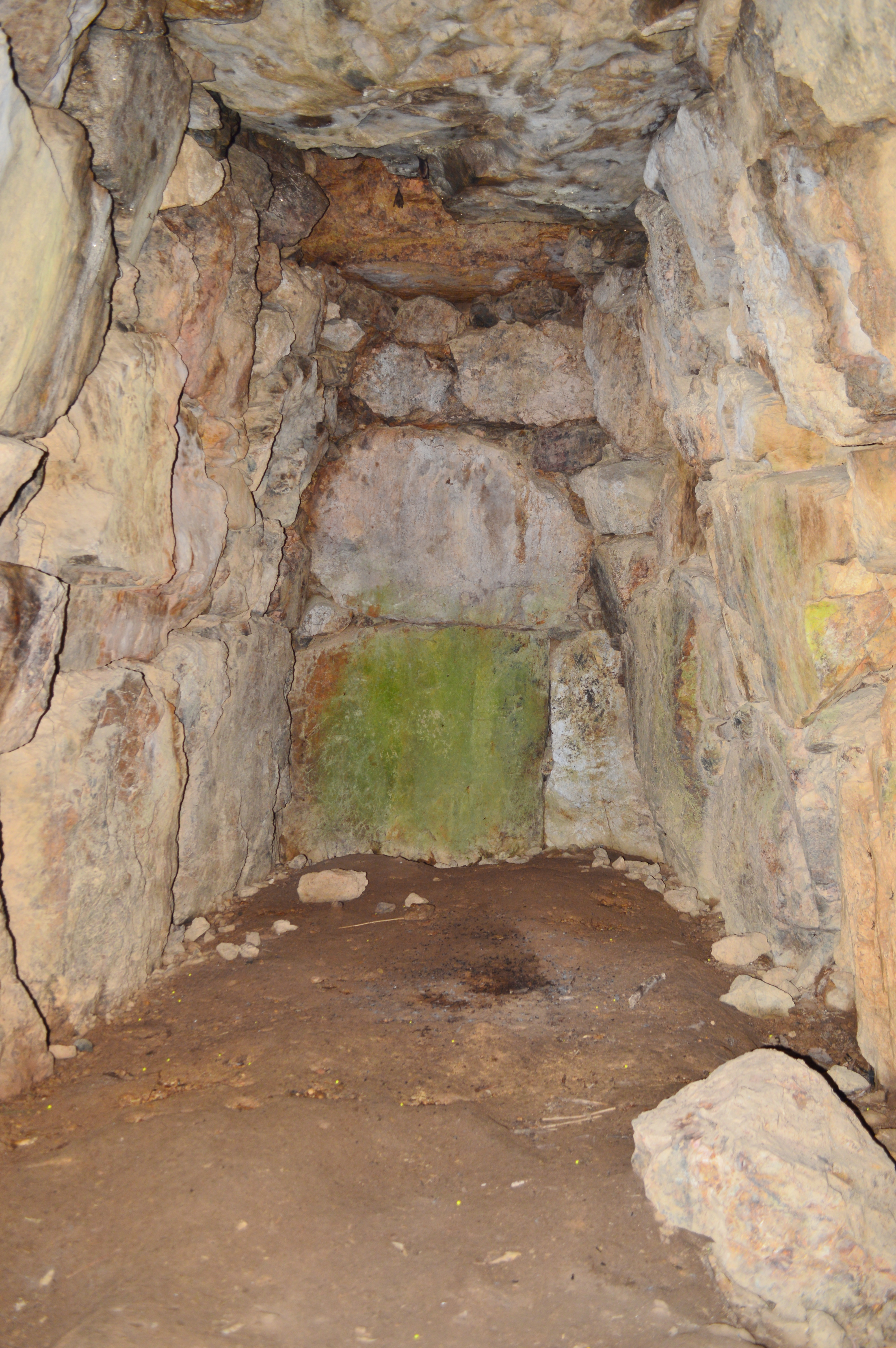
玄室（奥壁方向）
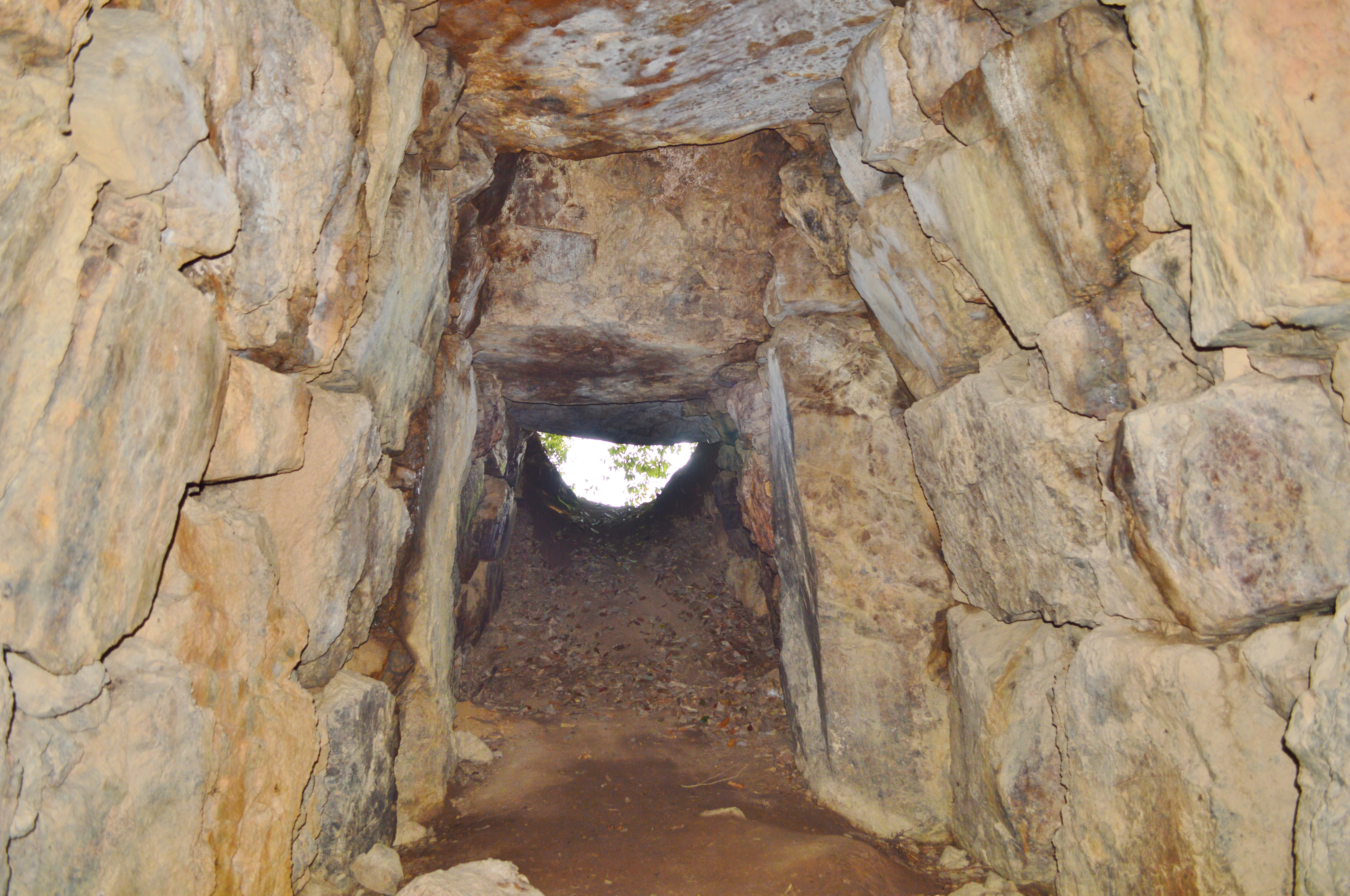
玄室（羨道方向）
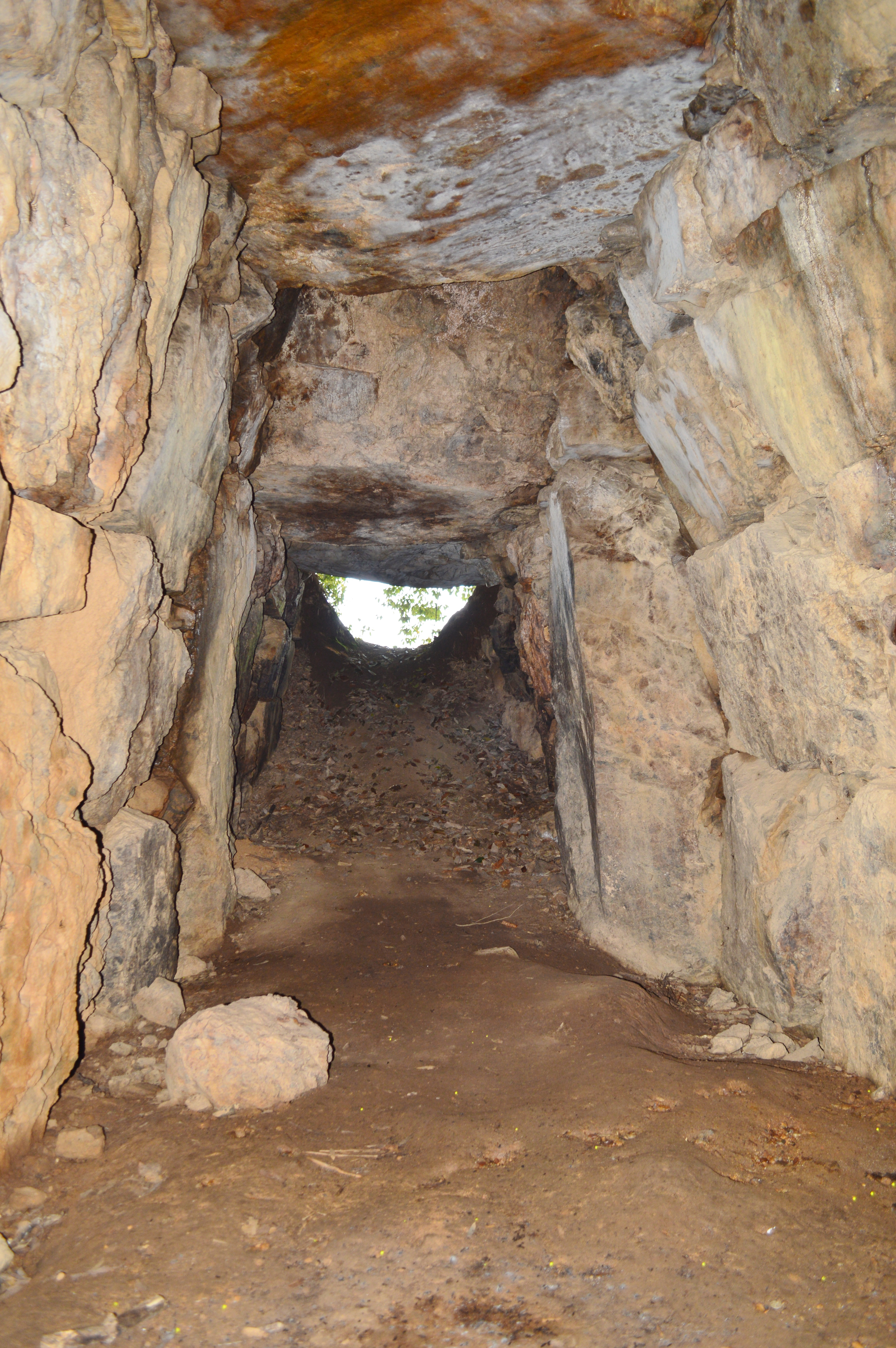
玄室（羨道方向）
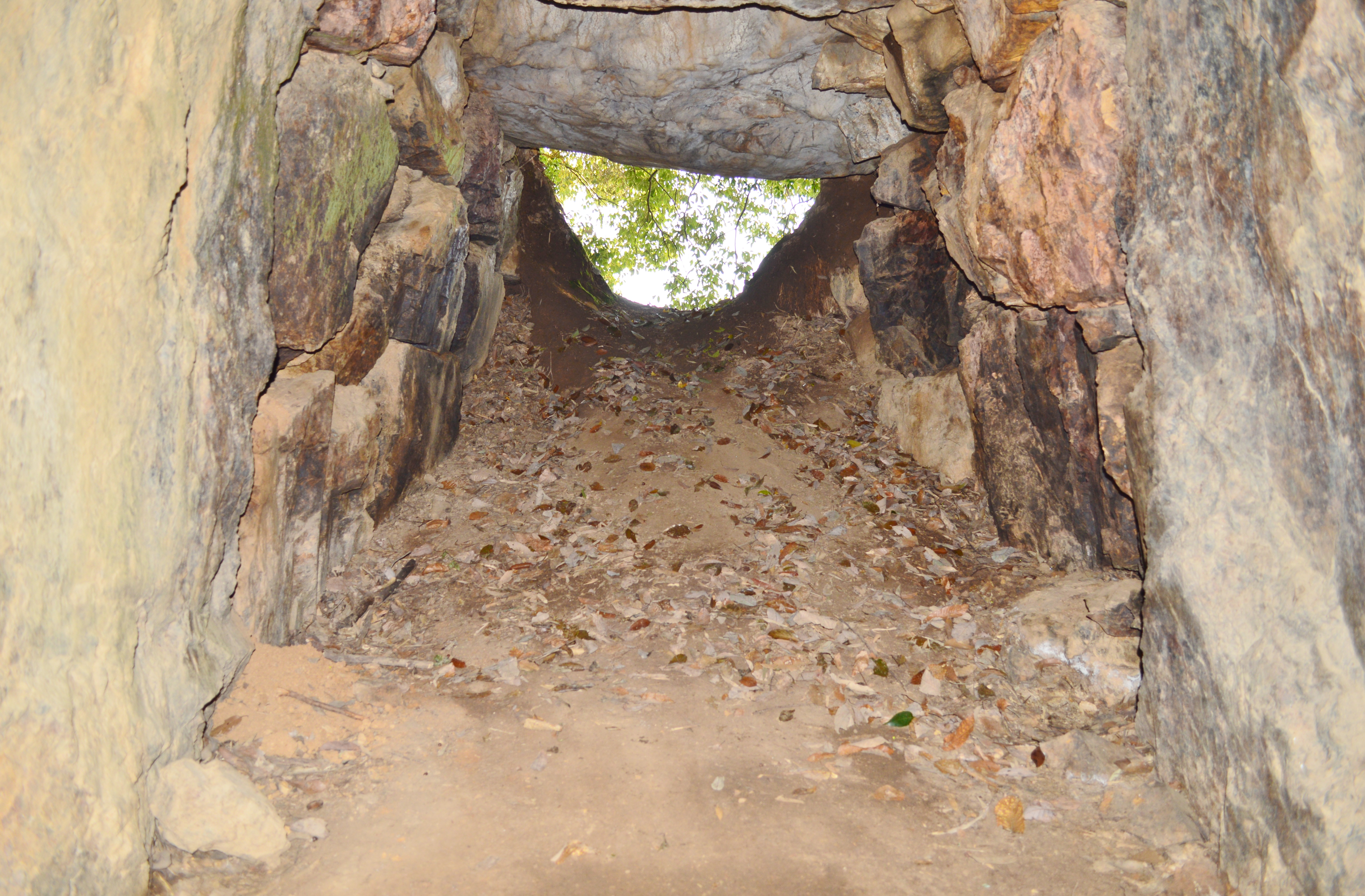
羨道（開口部方向）
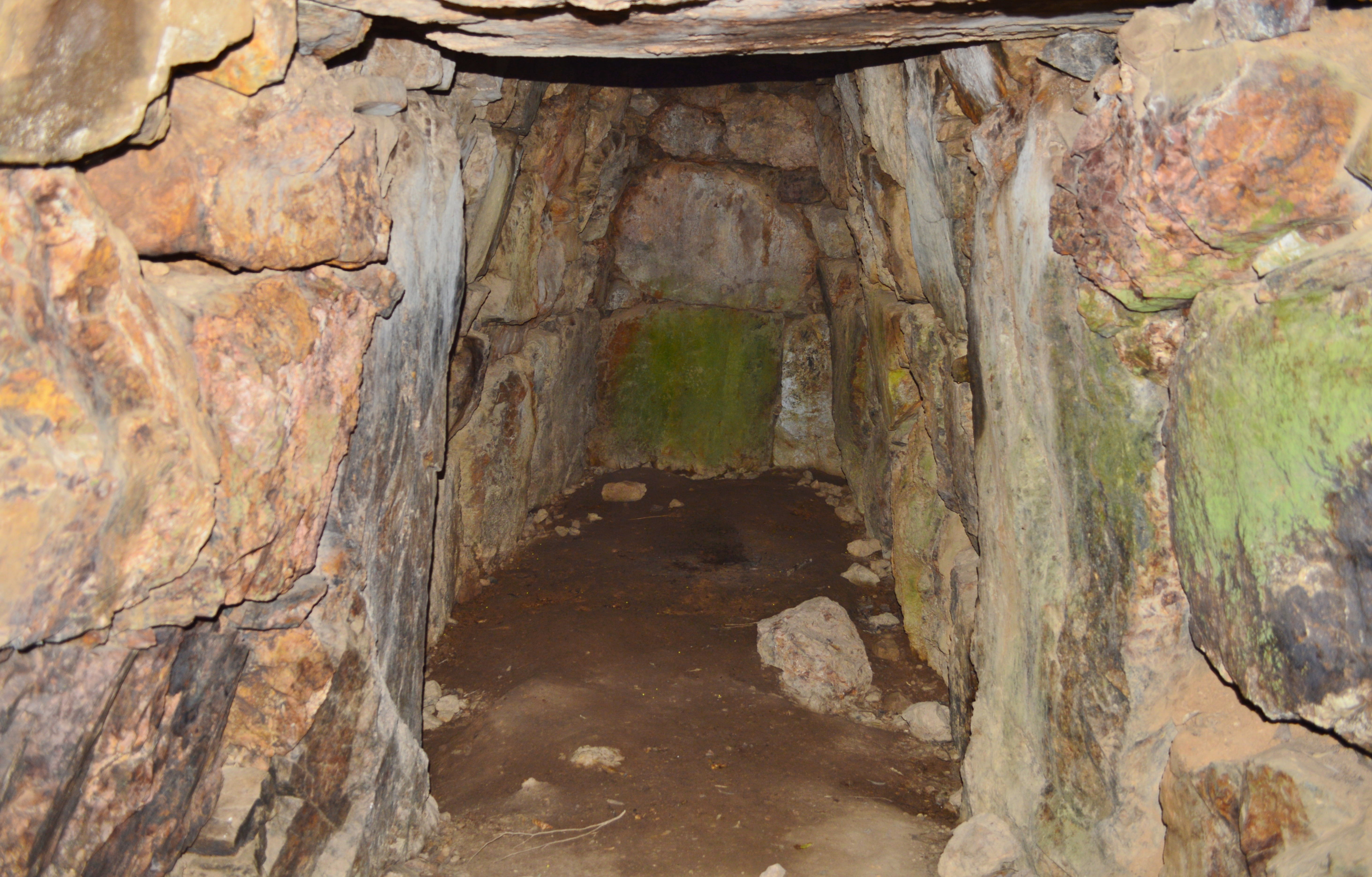
羨道（玄室方向）
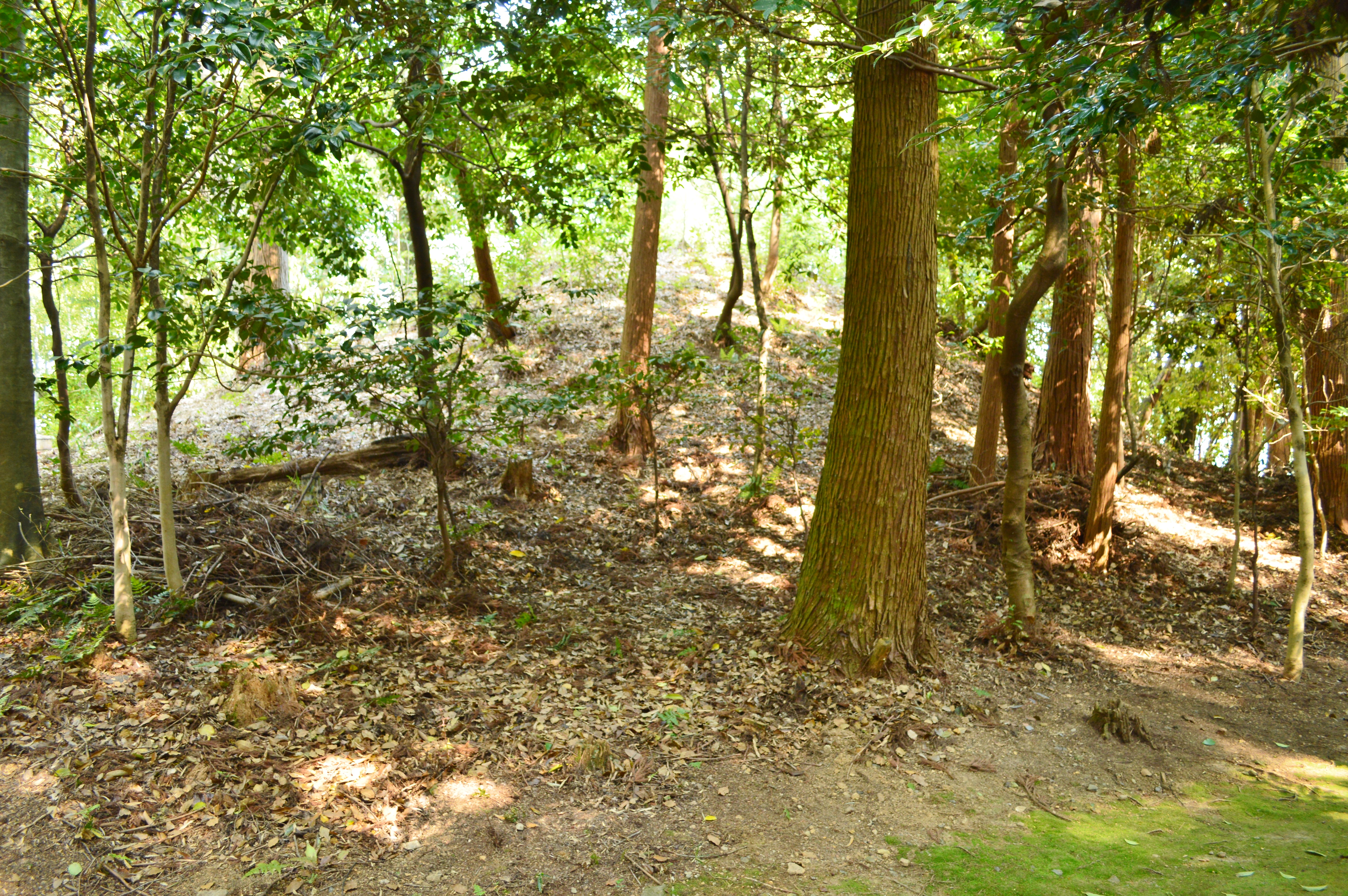
墳丘

## 周辺
- 東広畑古墳（福崎町西田原字東広畑）
福崎町指定史跡。後世に墳丘封土は失われているほか、1993年度（平成5年度）に発掘調査が実施されている。
円墳で、直径約16メートルを測る。埋葬施設は無袖式横穴式石室で、全長約10.4メートルを測り、西方向に開口する（西広畑遺跡を意識か）。石室内部には加西市の高室石製の組合式石棺が据えられる。石室内からは副葬品として耳環・勾玉・鉄製品（刀・馬具・鉄鏃など）・須恵器が検出されている。築造時期は古墳時代後期の6世紀末-7世紀初頭頃と推定される[5][6]。
- 東新田古墳（福崎町西田原字東新田）
福崎町指定史跡。通称「つぶれ塚」。1993年度（平成5年度）、2001-2002年度（平成13-14年度）に発掘調査が実施されている。
円墳で、直径約16メートルを測る。埋葬施設は無袖式横穴式石室で、西方向に開口し、現在は天井石を欠失する。石室内からは銀象嵌を有する大刀2・馬具2組などの鉄器230点以上、土器100点以上の豊富な副葬品が検出されている。築造時期は古墳時代後期の6世紀後半頃と推定される[7][8]。

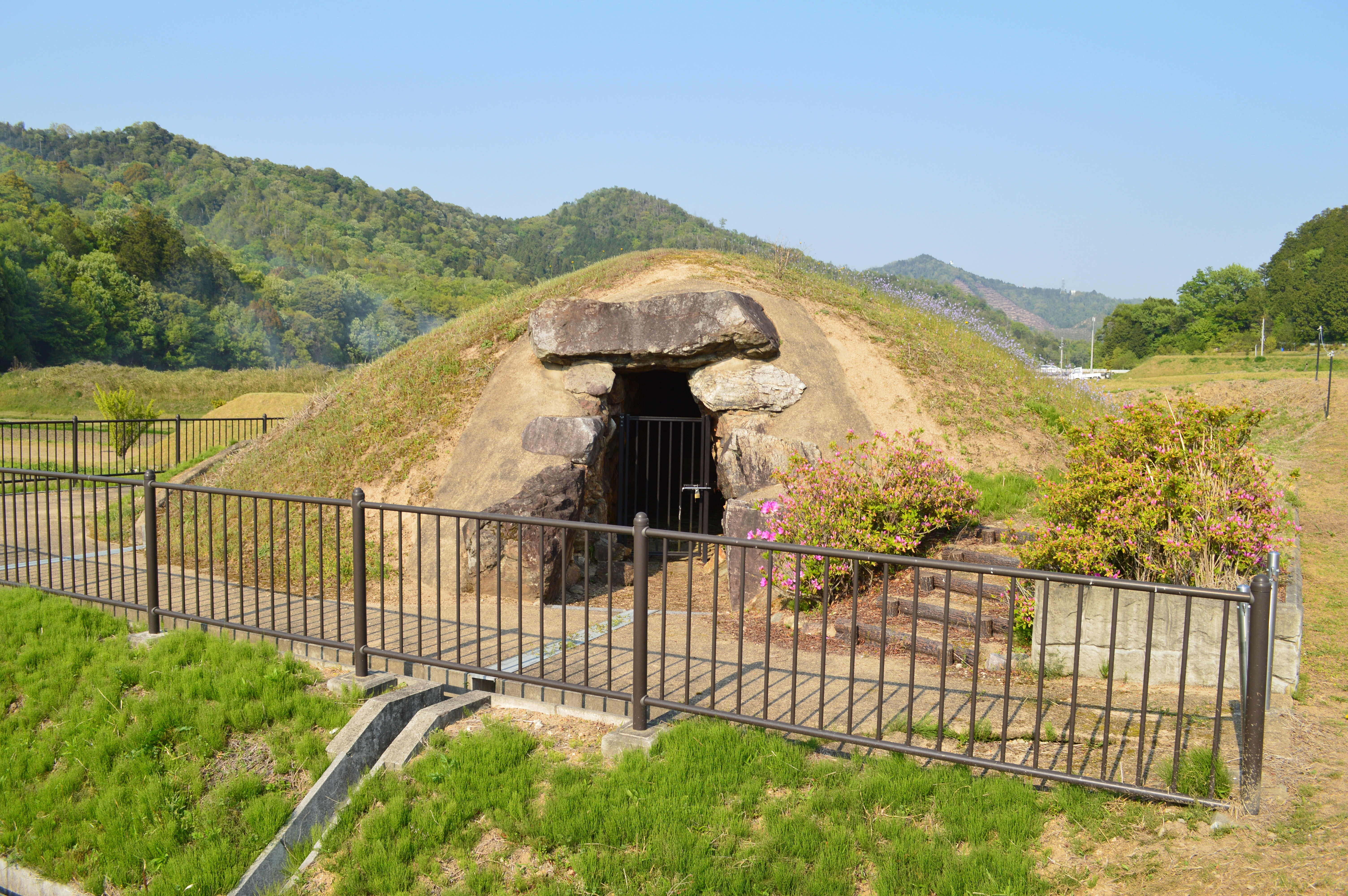
東広畑古墳 墳丘・石室開口部
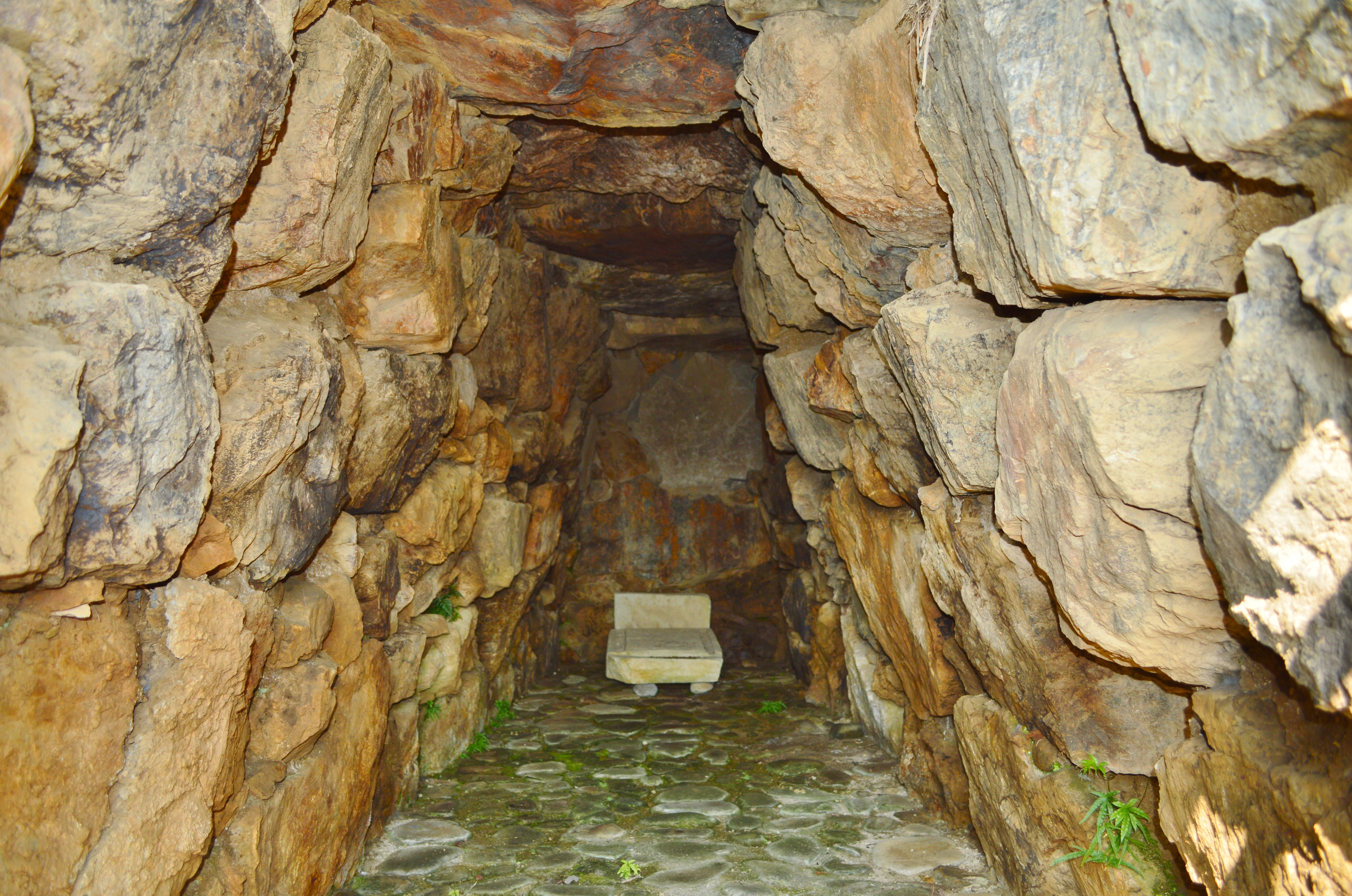
東広畑古墳 石室内部 奥に石棺。
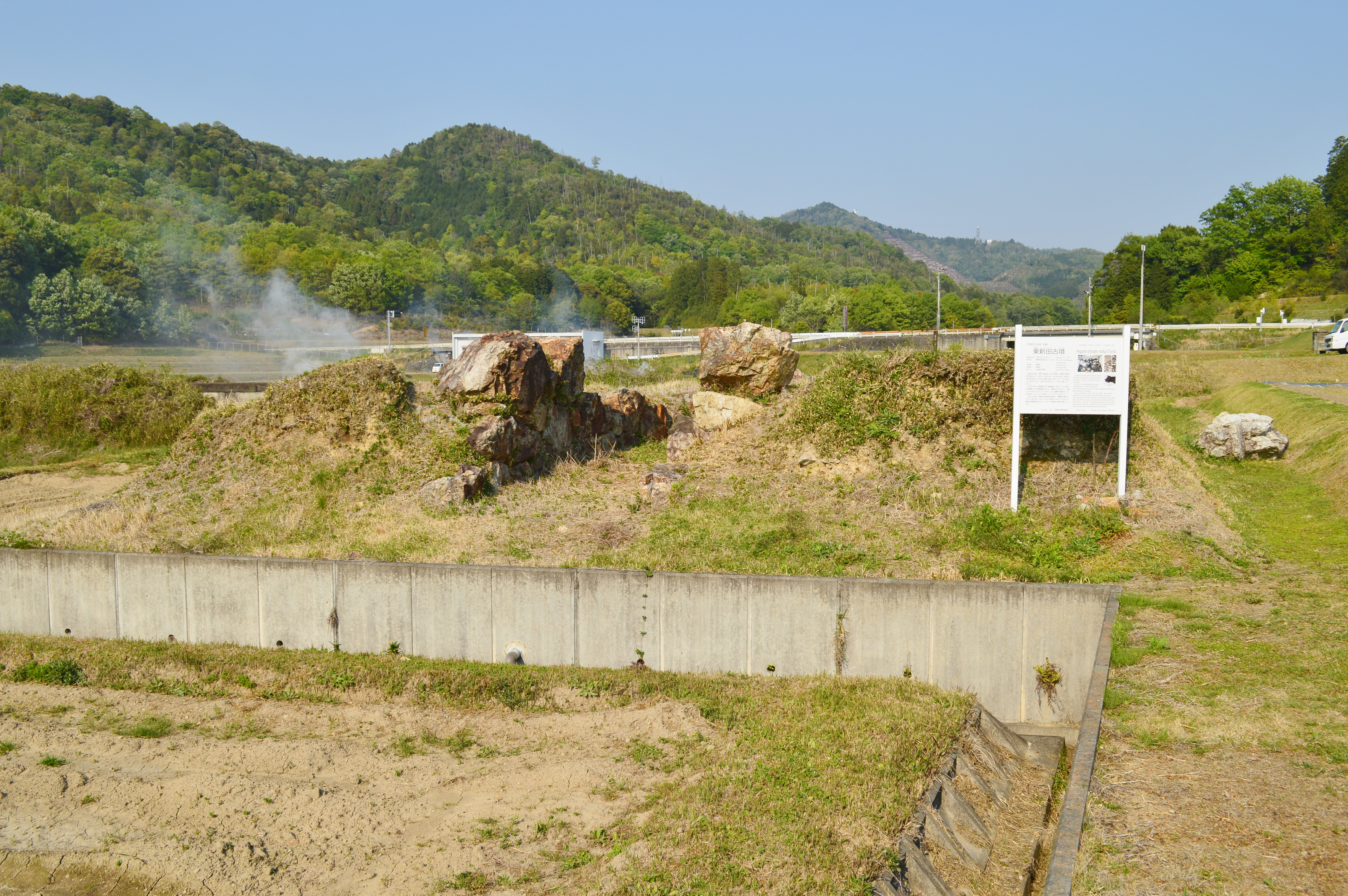
東新田古墳 墳丘・石室
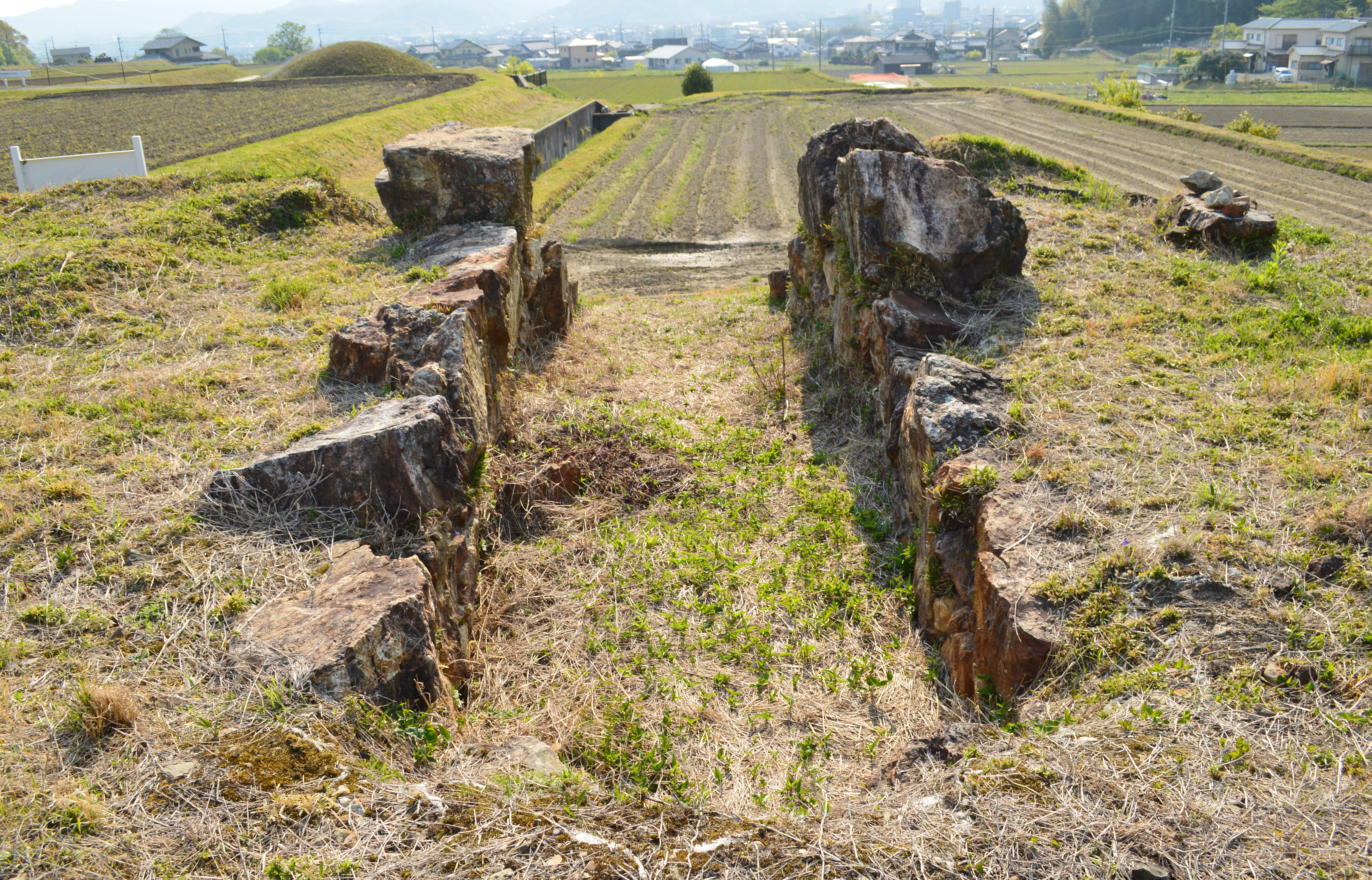
東新田古墳 石室

## 文化財

### 兵庫県指定文化財
- 史跡
  - 妙徳山古墳 - 所有者は神積寺。2020年（令和2年）3月13日指定[3]。

## 関連文献
（記事執筆に使用していない関連文献）
- 『東広畑古墳1』福崎町教育委員会〈福崎町埋蔵文化財調査報告書13〉、2015年。